# Skaderekvisit
Ett skaderekvisit är ett författningskrav på att visst agerande ska innebära skada. Det förekommer bland annat inom straffrätten, där exempelvis en stöld måste innebära skada för brottsoffret, och i offentlighet- och sekretesslagen där ett sekretessbrott många gånger måste medföra en fara för skada.
Skaderekvisit är ett juridiskt begrepp relevant för Offentlighets- och sekretesslagen. Beroende på om detta rekvisit är uppfyllt eller ej avgör det ifall en allmän handling ska bedömas som sekretessbelagd eller offentlig. Det finns en åtskillnad mellan rakt och omvänt skaderekvisit, vilket anger ifall det är sekretess eller offentlighet som är huvudregel.
Rakt skaderekvisit innebär att uppgifterna i en allmän handling som huvudregel är offentliga, så kallad svag sekretess. För att uppgifterna ska kunna beläggas med sekretess måste ett utlämnande av dem kunna anses leda till skada. Ett exempel när rakt skaderekvisit tillämpas är bland annat för uppgifter som hänför sig till förundersökningar i brottmål.
Omvänt skaderekvisit innebär att uppgifterna i en allmän handling som huvudregel är sekretessbelagda, så kallad stark sekretess. För att uppgifterna ska kunna lämnas ut måste det stå klart att utlämnandet inte kan anses leda till skada. Ett exempel när omvänt skaderekvisit tillämpas är för allmänna handlingar inom hälso- och sjukvården som gäller uppgifter om en enskilds hälsotillstånd eller andra personliga förhållanden.
Absolut sekretess är den allra starkaste formen av sekretess. Uppgifter som omfattas av absolut sekretess är alltid sekretessbelagda, och får därmed inte lämnas ut oavsett om de kan orsaka skada eller ej. Således behöver inte någon skadeprövning göras och inget skaderekvisit vara uppfyllt. Ett exempel när absolut sekretess tillämpas är vid offentlig upphandling.